# Gesikharjo
Gesikharjo is een bestuurslaag in het regentschap Tuban van de provincie Oost-Java, Indonesië. Gesikharjo telt 4270 inwoners (volkstelling 2010).